# قائمة مواقع التراث العالمي في ماليزيا

قائمة مواقع التراث العالمي في ماليزيا هي قائمةٌ بمعالم ومواقع التراث العالمي التي تقع ضمن حدود ماليزيا، والتي لها قيمةٌ عالميّة متميّزة وأهميّةٌ للتراث الثقافي أو الطبيعي أو لكليهما معًا كما هو مُوضَّح في اتفاقيّة حماية التراث العالمي الثقافي والطبيعي لعام 1972. تُرشِّح لجنة التراث العالمي التابعة لمنظمة الأمم المتحدة للتربية والعلم والثقافة (يونسكو) تلك المواقع وتنظر في ملف ترشيحها، لتُدرَج ضمن قائمة مواقع التراث العالمي بناءً على معايير عديدة. كما تنقسم هذه القائمة إلى قائمة رئيسة وقائمة إرشاديّة مؤقّتة.
صادقت ماليزيا على الاتفاقية في 7 ديسمبر/كانون الأول 1988، وأُدرِجت أولى مواقع التراث العالمي فيها عام 2000، وقد سُجِّل لماليزيا حتى عام 2024 أربعة مواقع في القائمة الرئيسة للائحة التراث العالمي وهي: حديقة جبل مولو الوطنية (2000)، منتزه كينابالو (2000)، موقع المدن التاريخية في مضيق ملقا [الإنجليزية]
 (2008)، التراث الأثري لوادي لينغونغ [الإنجليزية]
 (2012)، وصُنِّف أول موقعين ضمن الفئة الطبيعيَّة وآخر موقعين ضمن الفئة الثقافيَّة. كما سُجِّل ستة مواقع في القائمة الإرشاديّة المؤقّتة لمواقع التراث العالمي الماليزيَّة. كانت ماليزيا عضوًا في لجنة التراث العالمي منذ عام 2011 وحتى عام 2015.
| لينغونغ [الإنجليزية] جبل مولو منتزه كينابالو جورج تاون مدينة ملقا مواقع التراث العالمي الرئيسة في ماليزيا |

## القائمة الرئيسة
تُدرِج اليونسكو المواقع بناءً على عشرة معايير، ويجب أن تستوفي كل مادةٍ واحدًا من المعايير على الأقل. كما أنَّ المعايير من الأول (i) إلى السادس (vi) هي معايير ثقافيَّة، ومن السابع (vii) إلى العاشر (x) طبيعيَّة.